# Fade to Grey
Fade to Grey är den brittiska New romanticgruppen Visage's andra och mest kända singel. Den har många gånger fått stå som representant för hela New romantic-scenen i Storbritannien.[källa behövs]
Den spelades in i Genetic Sound Studios och släpptes som singel av Polygram Records den 10 november 1980. Den blev en stor "dansgolvshit" och kom in på den engelska hitlistan i början av 1981, där den stannade i 15 veckor och som bäst nådde en åttonde placering. Den blev även en topp 10-hit i flera europeiska länder och nådde 12:e plats på Sverigetopplistan.

## Historia
Musiken till Fade to Grey skrevs av Billy Currie och Christopher Payne. Medan man planerade spårordningen på albumet Visage skrev Midge Ure låtens text efter att Currie föreslagit att låten skulle tas med på albumet. I en intervju i Numan Digest sa Gary Numan: "Så vitt jag vet var det Chris och Billy som var de drivande krafterna bakom skrivandet av 'Fade to Grey'. De brukade arbeta på den under ljudtesten på min turné 1979. Cedric (Sharpley - trummis i Gary Numan's grupp) var också mycket insatt. Vid den här tiden kallades den 'Toot City". Fade to Grey var Visage's höjdpunkt i vad gäller popularitet och försäljning.
I frågan om meningen med texten, gav Strange en förklaring i en intervju i Bravo Magazine: "För inte så längesedan var jag i Berlin och tittade över muren mot Östberlin [...] en tråkig utsikt. Allting verkade vara grått för mig, konstigt, hotfullt - taggtråden, Vopos. Och sedan såg jag en gammal, trött man som gick med en käpp. Trött, besviken över livet. Och där skapades bilden av "Fade to Grey" för mig: komma in i det gråa, i ålderdomen, tyna bort till ingenting. Den känslan skulle sången handla om". Det ska tilläggas att texten inte skrevs av Strange.
En remix av Bassheads/Andy Stevenson släpptes 1993, för att promota "Best of Visage"-samlingen, och den blev en blygsam topp 40-hit. Många andra artister har också gjort sina egna versioner av låten.

## Medverkande på Visage's Fade to Grey
- Steve Strange (sång)
- Brigitte Arendt (fransk sång)
- Midge Ure ("andresångare")
- Billy Currie (synthesizer, elektrisk fiol)
- Christopher Payne (synthesizer, altfiol)
- Cedric Sharpley (trummor, "elektrisk trum-programmering")
- Rusty Egan ("andresångare")

## Daturaversionen
Den italienska elektrogruppen Datura gjorde den enligt många Visage-fans mest originella versionen av Fade to Grey, eftersom den istället för att använda original-sångspåret hade med Steve Strange speciellt för den nya versionen. Den är mycket svår att få tag på idag.[källa behövs]

## Fade to GreyochOne Word
2005 ledde likheterna mellan Fade to Grey och Kelly Osbournes One Word till bråk om copyrighten. Currie anklagade låtskrivaren Linda Perry för missbruk av copyrightlagarna och hade möten med Ure och Payne för att gå till gemensam aktion; men tvisten löstes efter att Perry gått med på att betala dem royalty för varje såld singel. Den andra uppsättningen av Visage har lovat att ge ut en One Word remix, men än så länge har inget hänt.[källa behövs]
Den italienska popstjärnan Tiziano Ferro hade en hit i Italien 2006 med Stop! Dimentica, en italiensk version av Kelly Osbourne's singel.[källa behövs]

## Låtlista

### Visage's singel
7" vinyl:
1. "Fade to Grey" - 3:47
2. "The Steps" - 3:14

12" vinyl:
1. "Fade to Grey" (Längre dance mix) - 6:14
2. "The Steps" - 3:14

### Visage 1993 mixar
1. Fade to Grey (Bassheads 7" version) - 3:22 (remixad av Bassheads alias Desa/Nick) & Andy Stevenson
2. Fade to Grey (7" remix) - 3:37 (remixad av Tim Wedge/Daryl Stickley)
3. Fade to Grey (original 7" mix) - 3:49
4. Fade to Grey (Bassheads 12" Dub) - 7:35 (remixad av Bassheads alias Desa/Nick)
5. Fade to Grey (Bassheads 12" Trance) - 7:28 (remixad av Bassheads alias Desa/Nick) & Dave Ralph
6. Fade to Grey (Subliminal Mix) - 5:16 (remixad av Tim Wedge/Daryl Stickley)
7. Fade to Grey (Wild Cat Mix) - 7:48 (remixad av Tim Wedge/Daryl Stickley)

### Datura's version
1. Fade to Grey (Kama Edit) - 3:40
2. Fade to Grey (Kama) - 4:40
3. Fade to Grey (Lila Instrumental) - 4:26
4. Eternity (Datura's Seed) - 4:30
5. Eternity (Datura's Leaf) - 4:44